# Mörel-Filet
Mörel-Filet je obec v okrese Östlich Raron v německy mluvící části kantonu Valais ve Švýcarsku. Žije zde 680 obyvatel. 
Obec vznikla 1. ledna 2009 sloučením dvou samostatných obcí Mörel a Filet.

## Geografie
Mörel-Filet se nachází v Horním Valais na břehu řeky Rhôny asi 10 km severovýchodně od města Brig. Obec se skládá ze dvou částí: Mörel na severozápadním břehu Rhôny a Filet na jihovýchod od Rhôny. Filet zahrnuje řadu dalších malých vesnic, včetně Breiten, Halte a Pfäwi.
Rozloha obce činí 8,44 km², z toho 43,7 % pokrývají lesy a háje, 24,9 % je využíváno pro zemědělství a 6,1 % je zastavěno.
Obec sousedí na severu s Bettmeralpem, na severoseverovýchodě s Grengiolsem, na východě s Bisterem, na jihu a jihozápadě s Termenem a na severozápadě s Riederalpem.

## Historie
Obec Mörel-Filet vznikla 1. ledna 2009 sloučením dvou samostatných obcí Mörel a Filet. Voliči v Mörelu podpořili sloučení 93 %, voliči ve Filetu většinou 73 % hlasů. Důvodem nižšího souhlasu v obci Filet bylo mimo jiné vyšší zadlužení Mörelu.